# Archidiócesis de Tarragona
La archidiócesis de Tarragona (en latín: Archidioecesis Tarraconensis y en catalán: Arquebisbat de Tarragona) es una circunscripción eclesiástica de la Iglesia católica en España. Se trata de una archidiócesis latina, sede metropolitana de la provincia eclesiástica de Tarragona. Desde el 4 de mayo de 2019 su arzobispo y primado de las Españas es Joan Planellas i Barnosell.

## Territorio y organización

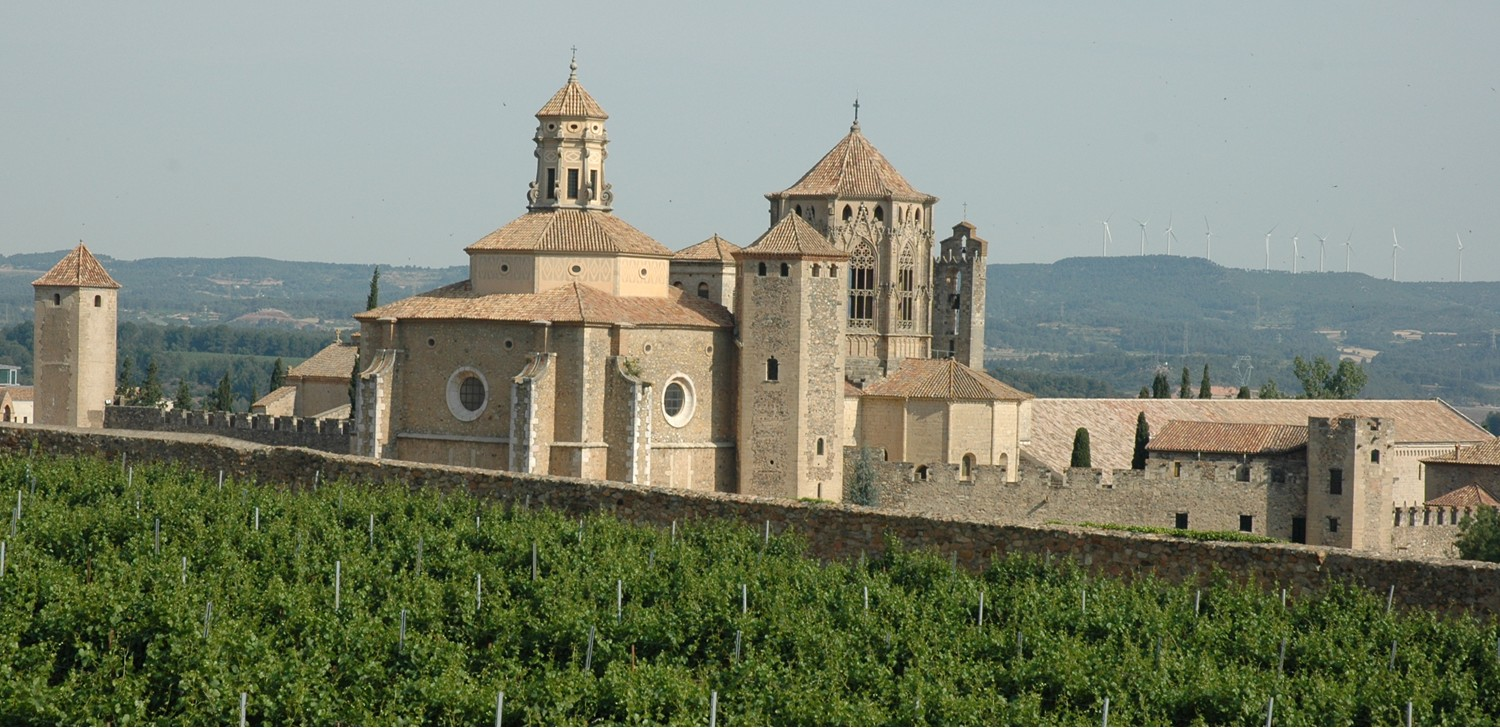
Monasterio de Poblet

La archidiócesis tiene 3095 km² y extiende su jurisdicción sobre los fieles católicos de rito latino residentes en la provincia de Tarragona en la comunidad autónoma de Cataluña. Geográficamente se encuentra en la zona del levante. Se extiende por las comarcas catalanas del Baix Camp, la Cuenca de Barberá, el Priorato y Urgel-Garrigas, Alt Camp, el Bajo Penedés y el Tarragonés. Abarca 136 municipios. La archidiócesis limita por el este con la diócesis de San Feliú de Llobregat, por el norte con las de Vic y Solsona, por el oeste con Lérida y al sur con Tortosa.

Basílica de María Santísima de la Esperanza Macarena, en Sevilla

La sede de la archidiócesis se encuentra en la ciudad de Tarragona, en donde se halla la Catedral basílica de Santa Tecla y la residencia del arzobispo se encuentra en el Palacio Episcopal, situado al antiguo Capitolio romano, reconstruido en el siglo XIX.. La catedral combina los estilos románico y gótico y fue edificada encima de una mezquita (y esta encima de un templo romano), las obras fueron iniciadas por Oleguer de Barcelona. El altar mayor fue inaugurado en 1426 y el centro en 1493. En el siglo XVI se hicieron el órgano y las cristaleras. La fachada tiene tres secciones y la nave es de planta en forma de cruz latina. Se destaca la Capilla de Santa Tecla, patrona de Tarragona, empezada en 1760 y acabada en 1776. La pila bautismal es una pieza de mármol que se encontró en las ruinas del palacio de Augusto. La archidiócesis posee una gran riqueza arquitectónica en templos y santuarios, de los que varios han sido declarados monumento nacional, varios de ellos son basílicas menores. La iglesia de Sant Pau está edificada en el lugar en donde, según la tradición, predicó Pablo de Tarso. Destaca también la iglesia de Santa Tecla y los monasterios de Poblet (Cuenca de Barberá), Vallbona de las Monjas (Urgel) y Santas Cruces (Alto Campo). Otros edificios notables son los conventos de clarisas, de Santa Teresa, de capuchinos, de San Francisco (actualmente escuela), de los jesuitas, de los dominicos (actualmente es el Ayuntamiento de la ciudad), de los mercedarios y de los carmelitas (los dos últimos cedidos al ejército). Antiguamente en el Anfiteatro de Tarragona había una iglesia en el centro de la arena, que fue el lugar donde sufrió martirio san Fructuoso.

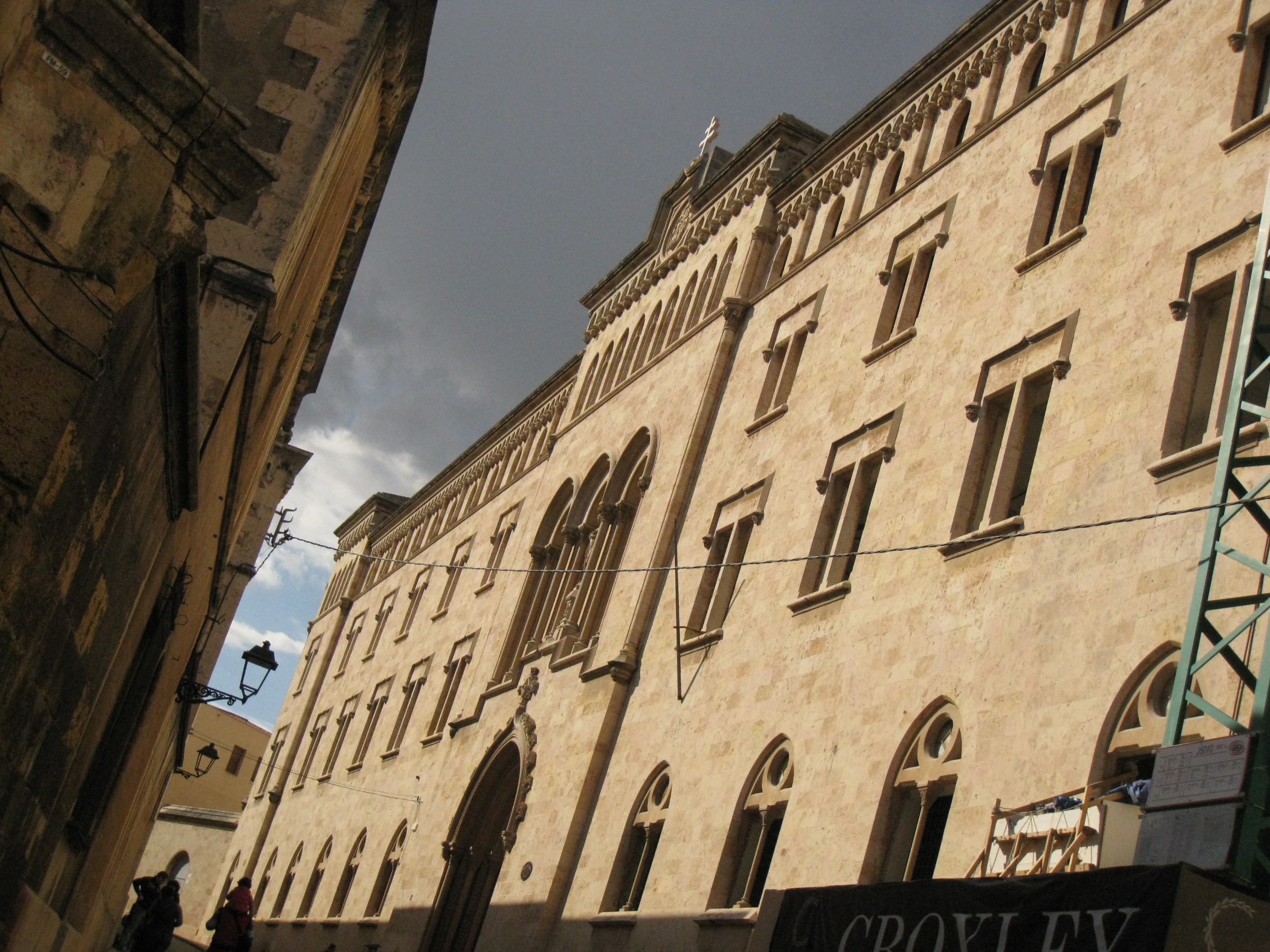
Seminario arquidiocesano en Tarragona

En 2020 en la archidiócesis existían 200 parroquias agrupadas en 11 arciprestazgos y estos en 3 vicarías mayores: vicaría de Tarragona; vicaría del Baix Camp, la Cuenca de Barberá, el Priorato y Urgell-Garrigues; y vicaría de Alt Camp, el Bajo Penedés y el Tarragonés.

### Provincia eclesiástica
La provincia eclesiástica de Tarragona está formada por la archidiócesis metropolitana de Tarragona y las diócesis sufragáneas de: Gerona, Lérida, Solsona, Tortosa, Urgel y Vic.
| Provincia eclesiástica de Tarragona | Provincia eclesiástica de Tarragona | Provincia eclesiástica de Tarragona |
| Catedral                            | Advocación                          | Diócesis                            |
| ----------------------------------- | ----------------------------------- | ----------------------------------- |
| Catedral de Tarragona               | Santa Tecla                         | Tarragona                           |
| Catedral de Gerona                  | Virgen María                        | Gerona                              |
| Catedral de Lérida                  | Asunción de María                   | Lérida                              |
| Catedral de Urgel                   | Virgen María                        | Urgel                               |
| Catedral de Solsona                 | Virgen María                        | Solsona                             |
| Catedral de Vic                     | San Pedro                           | Vic                                 |
| Catedral de Tortosa                 | Virgen María                        | Tortosa                             |

La provincia tiene alrededor de 459 parroquias, abarca unos 32 577 km² en donde habitan aproximadamente 2 766 106 de personas de las cuales el 87.94% son católicos.
| Datos comparativos entre las diócesis de la provincia  | Datos comparativos entre las diócesis de la provincia | Datos comparativos entre las diócesis de la provincia | Datos comparativos entre las diócesis de la provincia | Datos comparativos entre las diócesis de la provincia | Datos comparativos entre las diócesis de la provincia |
| ------------------------------------------------------ | ----------------------------------------------------- | ----------------------------------------------------- | ----------------------------------------------------- | ----------------------------------------------------- | ----------------------------------------------------- |
| Diócesis                                               | Erigida                                               | Área(km²)                                             | % C.                                                  | Población total                                       | P.                                                    |
| Tarragona                                              | Siglo I                                               | 3095                                                  | 83,9                                                  | 619 538                                               | 200                                                   |
| Gerona                                                 | Siglo IV                                              | 4705                                                  | 81,3                                                  | 851 640                                               | 395                                                   |
| Lérida                                                 | Siglo IV                                              | 2977                                                  | 87,2                                                  | 236 525                                               | 125                                                   |
| Urgel                                                  | Siglo IV                                              | 7630                                                  | 96,4                                                  | 216 337                                               | 363                                                   |
| Solsona                                                | 19 de julio de 1593                                   | 3536                                                  | 87,9                                                  | 141 800                                               | 174                                                   |
| Vic                                                    | Siglo V                                               | 4184                                                  | 94,4                                                  | 409 500                                               | 250                                                   |
| Tortosa                                                | Siglo IV                                              | 6450                                                  | 84,5                                                  | 290 766                                               | 141                                                   |
| Total                                                  | Total                                                 | 32 577                                                | 87,94                                                 | 2 766 106                                             | 1648                                                  |
| P.=Número de parroquias; % C.=Porcentaje de católicos; |                                                       |                                                       |                                                       |                                                       |                                                       |

Antiguamente, la Tarraconense también tenía autoridad metropolitana sobre las siguientes diócesis: Egara, Ampurias, Menorca, Mallorca, Ibiza, Valencia, Roda, Huesca, Zaragoza, Tarazona, Calahorra, Diócesis de Pamplona, Oca, Segia, Alesanco, Elna y Barcelona.

## Historia

### Diócesis de Tarraco (hasta elsigloV)
Tarragona es una de las ciudades más antiguas de Hispania, probablemente de origen ibérico, como sus monedas y construcciones ciclópeas indican.
Los romanos eligieron Tarragona como el centro de su gobierno en España. En la división de la península ibérica fue la capital, primero de Hispania Citerior y después de la provincia de Hispania Tarraconensis.
La Iglesia de Tarragona es indudablemente una del más antiguas en España, que viene, según la tradición, de los tiempos de Santiago y san Pablo. La visita de Pablo a Tarragona entra dentro de una gama de posibilidades, si hubiera sido el caso de una visita desde Roma a España, como prometió hacer en la Epístola a los romanos (Romanos 15:24), y que san Jerónimo afirma que hizo, probablemente en el año 64. 
Se supone que san Pablo dejó alguien al frente de la comunidad cristiana y, sus sucesores, con el tiempo, serían obispos. Las primeras referencias datan del siglo III en las Actas del martirio del obispo san Fructuoso y su diáconos, Augurio y Eulogio. La lista de los obispos de Tarragona, por tanto, empieza con san Fructuoso, pero se supone que hubo otros obispos anteriores, cuyos nombres se han perdido.
El obispo tarraconense estuvo representado en el Concilio de Arlés (314) por dos procuradores, el sacerdote Probatius y el diácono Castorius.

### Archidiócesis Tarraconense (sigloV-VII)
El obispo Himerio, por medio del sacerdote Basianus, solicitó al papa Damaso la elevación a sede arzobispal. El primer arzobispo fue Juan (470-502). Sin embargo, su predecesor Ascanio había dirigido el sínodo de 464 en el que estuvieron presentes los obispos de la provincia eclesiástica. El sínodo solicitó entonces la autoridad del obispo de Roma para problemas relativos a los nombramientos episcopales, el papa Hilario convocó un concilio en 465, en el que se estableció que los obispos de la provincia debían recibir la aprobación del metropolitano Ascanio.
El rey visigodo Eurico, tomó Tarragona en el 475 y la arrasó. Aun así Tarragona consiguió sobrevivir.
Con la llegada de los pueblos germánicos, florecieron los concilios provinciales. Gracias a las actas de estos concilios, se conocen los nombres de los arzobispos de Tarragona de aquellos años:
- Primer Concilio provincial de Tarragona (516-517): convocado por el arzobispo Juan, en el que participan los 10 obispos de la provincia.
- Concilio provincial en Gerona (517).
- Concilios de Barcelona y Lérida (546): convocado por el arzobispo Sergio.
- Tercer Concilio de Toledo (589): el arzobispo Artemio manda como representante al clérigo Esteban.
- Concilios provinciales de Zaragoza y Barcelona (599): convocados por Artemio.
- Concilio de Egara: convocado por el arzobispo Eusebio.
- El arzobispo Audax (633-638) participó en el Cuarto Concilio de Toledo (633), y Protasius (637-646) en el Sexto (638) y Séptimo (646) Concilios de Toledo. Cipriano (680-688) envió representantes al Decimotercer (683), Decimocuarto (684), y Decimoquinto (688) concilios de Toledo. El obispo Vera asistió personalmente al Decimosexto (693) y Decimoséptimo (694).

### Tarrakuna musulmana (ca. 719-1116)
Entre el siglo VIII y mediados del siglo X la sede estuvo vacante a causa de la invasión árabe musulmana. En 711 el obispo san Próspero y otros habitantes de la antigua Tarraco se refugiaron en las costas italianas. Llevaron consigo las reliquias de santos que se conservaban en la sede y un antiguo libro litúrgico, el Oratorio visigótico tarraconense, que hoy se conserva en la Biblioteca Capitular de Verona. Los árabes destruyeron Tarragona en 719. Los obispos de Narbona y Barcelona presionaron para nombrarse metropolitanos, pero los diferentes papas no lo aceptaron.
Algunos clérigos, como Cesari o el obispo de Vic Ató se autodenominaron durante unos años obispos de Tarragona, pero sus intentos no perduraron. Con todo, en 1091 el papa Urbano II restituyó la sede arzobispal con dignidad metropolitana en la persona de Berenguer Sunifred. La cuestión estuvo parada hasta la reconquista de la zona por parte de Ramón Berenguer III.

### Restauración de la archidiócesis de Tarragona
Tras la reconquista por los francos, la Marca Hispánica quedó asignada a la archidiócesis de Narbona, y Tarragona fue restaurada como diócesis. Cesareo tuvo dificultades para hacer valer el título metropolitano, porque las diócesis sufragáneas se habían convertido de facto en sufragáneas de Narbona. Hay una leyenda que dice que Cesáreo, el primer obispo, consiguió que el arzobispo de Santiago de Compostela lo ordene como arzobispo de Tarragona, restaurando la sede (y es leyenda, porque el primer arzobispo de Santiago fue Diego Gelmírez consagrado en 1120, mientras que Cesáreo es de hacia 956). Mientras tanto, el obispo de Narbona Aimerico (927-977) y sus sucesores Armengol (977-1019), Guifredo de Cerdaña (1019-1079), Pedro Berenguer (1079) y Dalmacio (1079-1091) usaron ilegítimamente el título de arzobispo de Tarragona.
Después de Cesáreo, la sede permaneció vacante y Atón en 971 obtuvo del papa Juan XIII, por poco tiempo, el título de arzobispo de Tarragona e intentó restaurar la sede, instalándose en Vic. Por fin, el 1 de junio de 1091, el papa Urbano II restableció oficialmente la archidiócesis, a cuya cabeza puso a Berenguer Sunifred de Lluçà, que conservó la sede de Vic por la pobreza de la población tarraconense. El arzobispo de Narbona, acusándolo de querer desmembrar su sede, lo mantuvo preso hasta que pagó una cuantiosa indemnización.
El sucesor del beato Olegario aparece también en las cronologías de la diócesis de Barcelona y muchas fuentes silencian su traslado a Tarragona. Ciertamente no residió en Tarragona, ni tampoco su sucesor Gregorio. El primer arzobispo que regresó a la ciudad fue Bernard Tort.
En 1151 se fundó el monasterio cisterciense de Santa María de Poblet.
El 23 de marzo de 1154 el papa Anastasio IV estableció los límites de la archidiócesis y sus sufragáneas: Gerona, Barcelona, Urgel, Vic, Lérida, Tortosa, Zaragoza, Huesca, Pamplona, Tarazona y Calahorra. Ese mismo año el obispo erigió el cabildo catedralicio.
En 1171 comenzó la construcción de la catedral.
El 17 de junio de 1207 el papa Inocencio III concedió a los arzobispos de Tarragona el privilegio de coronar a los reyes de Aragón en Zaragoza.
El 10 de octubre de 1238 se erigió la diócesis de Valencia y tras una larga disputa con Toledo, el papa se decidió por integrarla en la provincia eclesiástica de Tarragona.
En 1318 Zaragoza fue elevada al rango de archidiócesis metropolitana teniendo como sufragáneas a Huesca, Tarazona, Pamplona y Calahorra, desintegrándose de la provincia tarraconense.
Tras dos siglos de obras, en 1331 se consagró solemnemente la catedral con presencia del arzobispo sardo y de los obispos de la provincia.
De 1380 a 1388 la silla arzobispal permaneció vacante, debido a la negativa del rey Pedro III de Aragón a intervenir en apoyo de cualquier facción en el Cisma de Occidente, por lo que los papas rivales se negaban a nombrar un arzobispo.
El 19 de julio de 1492 el cardenal Rodrigo Borja consiguió del papa Inocencio VIII la elevación de la sede de Valencia a archidiócesis metropolitana.
Domingo Ram fue el primer arzobispo en gobernar la diócesis con la púrpura cardenalicia, que había obtenido el 10 de marzo de 1430.
En 1498 se publicó un misal según el «Consuetudinem Ecclesiæ Tarraconensis». Permaneció vigente hasta 1589, cuando se introdujo el rito romano.
Inmediatamente después del Concilio de Trento, en 1570, se erigió el seminario metropolitano de San Pablo y Santa Tecla.
En 1593 se erigió la diócesis de Solsona y se añadió a la provincia eclesiástica de Tarragona.
En 1671 se publicó otro libro litúrgico perteneciente a la archidiócesis, un ritual.
En 1691 el concilio provincial estableció que el arzobispo de Tarragona debía seguir usando el título de primado de España.
El 15 de octubre de 1673 la Universidad de Tarragona, el arzobispo y los cónsules de la ciudad juraron defender el dogma de la Inmaculada Concepción.
El 15 de diciembre de 1712 el arzobispo Isidro Bertrán, partidario del pretendiente al trono Carlos de Austria, fue depuesto por Felipe V por real decreto y la sede declarada vacante. Al año siguiente el papa Clemente XI envió al rey de España una bula de protesta y el arzobispo hizo acto de sumisión. Aun así, Felipe no quiso retractarse del testimonio.
En 1722 reapareció la cuestión sobre el derecho de primacía de Toledo sobre Tarragona, pero la pretensión toledana fue confirmada.
En 1813 las tropas de Napoleón saquearon el palacio arzobispal, destruyendo los archivos diocesanos y capitulares. Ni siquiera respetaron una reliquia de santa Tecla conservada en el monasterio de San Cugat del Vallés. Tras la destrucción, en 1815 se empezó a construir el nuevo palacio arzobispal.
Tras la disolución de las órdenes monásticas en toda España y el cierre de los monasterios con la desamortización de sus tierras, debido a los decretos de desamortización adoptados por el gobierno de Juan Álvarez Mendizábal en 1835, muchos de ellos debieron ser clausurados por falta de rentas para mantenerlos y el monasterio de Santa María de Poblet quedó abandonado y durante casi un siglo fue objeto de saqueo por parte de la población local.
En 1869 el arzobispo Fleix y Solans participó en el Concilio Vaticano I tomando sitio entre los primados.
El 14 de agosto de 1897 el papa León XIII transformó el seminario en universidad pontificia.
En 1930 se inició la restauración del monasterio de Santa María de Poblet, de forma que en 1935 pudo dedicarse nuevamente la iglesia al culto, y en 1940 se reanudó la vida monástica.
En 1936, durante la guerra civil española, fueron asesinados el obispo auxiliar Manuel Borràs, 136 sacerdotes de los 404 de la archidiócesis y otros tantos religiosos y laicos. Sin embargo, en 1937 el arzobispo cardenal Vidal y Barraquer, que anteriormente había rechazado un honor de la república, no firmó la carta pastoral de los obispos españoles a favor de Francisco Franco. De 1939 a 1943, fecha de su muerte, el cardenal estuvo en el exilio y la sede quedó sin pastor.
El 6 de junio de 1957, en virtud del decreto Initis inter de la Congregación Consistorial, se revisaron los límites de la archidiócesis para hacerlos coincidir con los de la provincia civil, en aplicación del concordato entre la Santa Sede y el gobierno español de 1953. La archidiócesis de Tarragona se amplió con 21 parroquias pertenecientes a la diócesis de Barcelona y 9 pertenecientes a la diócesis de Vic.
El 25 de marzo de 1964 la diócesis de Barcelona fue elevada al rango de archidiócesis inmediatamente sujeta a la Santa Sede.
En 1988 la archidiócesis de Tarragona adoptó una subdivisión en 11 arciprestazgos.

## Disputa sobre la primacía
El arzobispo de Toledo ostenta el honor de primado de España, lo que implica que es el primero entre los obispos de España, aunque el título solo sea honorífico.
Cuando Toledo pasó a ser la capital del reino visigodo, la idea de estado centralizado de la época hizo que a Toledo se le reconociera la primacía. El rey visigodo Gundemaro promovió la celebración de un sínodo que se desarrolló en Toledo y que designó a dicha ciudad como la metrópoli de toda la provincia cartaginense.
Durante el llamado periplo de la Reconquista, la alianza entre los monarcas y la Iglesia se irá concretando en los distintos privilegios que se ofrecen entre ambas. Con la conquista de Alfonso VI de la ciudad de Toledo, se otorgó por el papa la bula Cunctis Sanctorum, de 1088/1089, en la que se reconocía a los titulares de la diócesis toledana la condición de primados y metropolitanos, recuperando el papel protagonista que la sede episcopal había tenido en época visigoda.
Sin embargo la importancia de Tarragona ya se había reflejado mucho antes. Durante la persecución de Valeriano (256-259), el obispo Fructuoso fue uno de los obispos ejecutados junto con san Cipriano, obispo de Cartago, y Sixto II, obispo de Roma. Más adelante, en el Concilio de Arlés, dos de los seis representantes de las iglesias de Hispania provenían de Tarragona. En el Concilio de Nicea I (325) Tarragona ya es mencionada como metrópolis mucho antes que Toledo. Hacia el 415 el obispo Ticia ya es mencionado como metropolitano. Del año 638 figuran unas actas del arzobispo Protasio firmadas con esta fórmula: In nomine Domini, ego Prothasius Sanctae primae sedis Tarraconensis Ecclesiae in merito Episcopus, in his constitutionibus a nobis editis subscripsi (En el nombre del Señor, yo Protasio por los méritos de obispo de la Santa primada sede de Tarragona, suscribo en estas Constituciones editadas por nosotros). Más adelante, en el VII Concilio de Toledo (646) cambió el término primada por metropolitana.
Tras la invasión musulmana y la Reconquista, el papa Urbano II (que en 1088/1089 ya había reconocido el título de primada a la sede toledana), a través de la bula Inter primas Hispaniarum (1091), mencionaba a Tarragona como una de las ciudades más importante de Hispania. En el siglo XIII, mediante una bula del papa Inocencio IV, fechada el 17 de noviembre de 1245, concedió al arzobispo de Tarragona el privilegio de llevar ante él la cruz alzada, privilegio que solo los primados ostentan. Un siglo después el papa Juan XXII confirmó este y otros privilegios que les fueron concedidos por medio de dos bulas (en 1320 y en 1321). Fue a partir de la celebración de un concilio provincial en 1691 que se dispuso el uso del título de “Hispaniarum primas” (primado de las Españas).
En el siglo XVIII, tras la unión de los reinos de Castilla y Aragón por los Decretos de Nueva Planta, Felipe V pretendió suprimir la dignidad primada de Tarragona por una pragmática de julio de 1722. Esta fue recurrida ante la Santa Sede y el Real Consejo y fue declarada inválida. En el siglo XIX el arzobispo Francesc Fleix Solans ocupó un sitio entre los primados en el Concilio Vaticano I. Poco después, el papa León XIII, cuando elevó la catedral de Tarragona a basílica, reconoció que Tarragona fue la sede principal del Imperio romano en la península ibérica, existiendo desde los primeros siglos de la fe cristiana la Iglesia patriarcal y primada de las Españas.

## Estadísticas
Según el Anuario Pontificio 2021 la arquidiócesis tenía a fines de 2020 un total de 523 500 fieles bautizados.
| Año                                                                             | Población            | Población | Población      | Sacerdotes | Sacerdotes    | Sacerdotes    | Bautizados por sacerdote | Diáconos permanentes | Religiosos | Religiosos | Parroquias |
| Año                                                                             | Bautizados católicos | Total     | % de católicos | Total      | Clero secular | Clero regular | Bautizados por sacerdote | Diáconos permanentes | Varones    | Mujeres    | Parroquias |
| ------------------------------------------------------------------------------- | -------------------- | --------- | -------------- | ---------- | ------------- | ------------- | ------------------------ | -------------------- | ---------- | ---------- | ---------- |
| 1950                                                                            | 215 000              | 215 000   | 100.0          | 283        | 248           | 35            | 759                      |                      | 130        | 625        | 151        |
| 1969                                                                            | 260 000              | 263 000   | 98.9           | 355        | 285           | 70            | 732                      |                      | 60         | 940        | 131        |
| 1980                                                                            | 343 000              | 350 000   | 98.0           | 259        | 185           | 74            | 1324                     |                      | 196        | 819        | 193        |
| 1990                                                                            | 366 000              | 375 000   | 97.6           | 248        | 185           | 63            | 1475                     | 1                    | 158        | 788        | 193        |
| 1999                                                                            | 368 000              | 381 000   | 96.6           | 197        | 149           | 48            | 1868                     | 3                    | 124        | 557        | 198        |
| 2000                                                                            | 396 000              | 411 950   | 96.1           | 195        | 148           | 47            | 2030                     | 4                    | 120        | 555        | 198        |
| 2001                                                                            | 406 000              | 422 909   | 96.0           | 186        | 143           | 43            | 2183                     | 4                    | 113        | 525        | 199        |
| 2002                                                                            | 409 000              | 427 000   | 95.8           | 183        | 143           | 40            | 2234                     | 5                    | 108        | 523        | 199        |
| 2003                                                                            | 437 000              | 456 526   | 95.7           | 184        | 144           | 40            | 2375                     | 5                    | 104        | 519        | 199        |
| 2004                                                                            | 437 000              | 456 526   | 95.7           | 183        | 141           | 42            | 2387                     | 5                    | 107        | 512        | 199        |
| 2010                                                                            | 517 800              | 549 500   | 94.2           | 174        | 136           | 38            | 2975                     | 5                    | 110        | 396        | 200        |
| 2014                                                                            | 520 000              | 619 538   | 83.9           | 165        | 131           | 34            | 3151                     | 5                    | 95         | 439        | 200        |
| 2017                                                                            | 517 350              | 615 631   | 84.0           | 163        | 138           | 25            | 3173                     | 9                    | 83         | 348        | 200        |
| 2020                                                                            | 523 500              | 623 230   | 84.0           | 139        | 114           | 25            | 3766                     | 7                    | 88         | 254        | 200        |
| Fuente: Catholic-Hierarchy, que a su vez toma los datos del Anuario Pontificio. |                      |           |                |            |               |               |                          |                      |            |            |            |

Cuenta en su territorio con dos seminarios:
- Seminario Mayor Diocesano, en el que durante el curso 2017-2018 estudiaron 8 seminaristas.
- Seminario Mayor Interdiocesano de Cataluña, que es independiente de los seminarios de cada una de las diócesis catalanas y que durante el curso 2017-2018 contaba con 26 seminaristas.[15]

Se han celebrado 179 concilios provinciales, y es la provincia católica que ha celebrado más concilios. El primero data del 380 y el último de 1995.